# Oliver Turvey

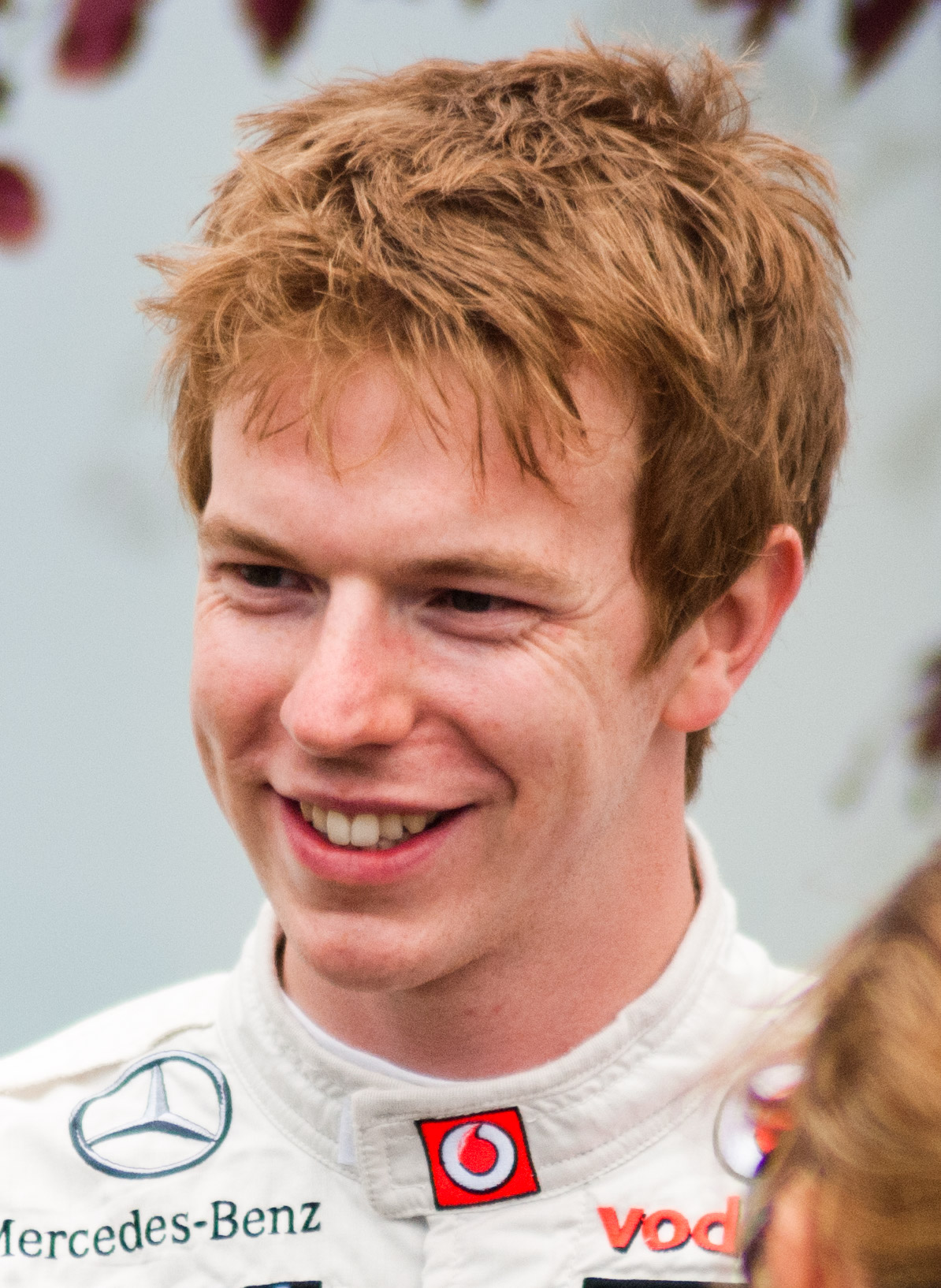
Oliver Turvey (2012)

Oliver Jonathan Turvey (* 1. April 1987 in Penrith) ist ein britischer Automobilrennfahrer. 2006 gewann er den McLaren Autosport BRDC Award. Er startet seit 2015 in der FIA-Formel-E-Meisterschaft.

## Karriere
Turvey begann seine Motorsportkarriere 1996 im Kartsport, den er bis 2002 ausübte. 2003 wechselte er in den Formelsport und trat in der britischen Formel Zip an. Er wurde Vierter in der Fahrerwertung. Darüber hinaus startete er in der Winterserie der britischen Formel Renault, die er auf Platz 18 beendete. 2004 erhielt Turvey beim Team SWR ein Cockpit in der britischen Formel BMW. Er gewann ein Rennen und lag am Saisonende auf dem siebten Gesamtrang. Darüber hinaus nahm er an zwei Rennen der asiatischen Formel-3-Meisterschaft teil. 2005 blieb Turvey beim Team SWR in der britischen Formel BMW und wurde Achter in der Fahrerwertung. 2006 bestritt Turvey seine dritte britische Formel-BMW-Saison für das Team Loctite. Er stieg zum vierten Rennwochenende in die Serie ein. Mit fünf Siegen verbesserte er sich auf den zweiten Gesamtrang hinter Niall Breen. Außerdem absolvierte Turvey zwei Gaststarts in der nationalen Klasse der britischen Formel-3-Meisterschaft.
2007 ging Turvey für Jenzer Motorsport im Formel Renault 2.0 Eurocup an den Start und wurde Achter in der Gesamtwertung. Außerdem startete er für Jenzer in der italienischen Formel Renault und belegte Platz neun im Gesamtklassement. Darüber hinaus nahm Turvey an drei Rennen der asiatischen Formel-3-Meisterschaft und führte zwei Gaststarts im britischen Porsche Carrera Cup durch. 2008 wechselte Turvey zu Carlin Motorsport und startete in der britischen Formel-3-Meisterschaft. Mit vier Siegen wurde er hinter seinem Teamkollegen Jaime Alguersuari Zweiter in der Meisterschaft. Er verlor das interne Duell mit 234 zu 251 Punkten. 2009 blieb Turvey bei Carlin Motorsport und wechselte zusammen mit Alguersuari in die Formel Renault 3.5 an. Mit einem Sieg belegte Turvey am Saisonende den vierten Gesamtrang und war damit besser als Alguersuari, der parallel in der Formel 1 an den Start ging. Anfang Dezember 2009 nahm Turvey für McLaren an Formel-1-Testfahrten teil.
In der GP2-Asia-Serie-Saison 2009/10 wechselte Turvey zu iSport International in die GP2-Asia-Serie. Am zweiten Rennwochenende auf dem Yas Marina Circuit gewann Turvey das Hauptrennen vor seinem Teamkollegen Davide Valsecchi. Die Saison beendete Turvey auf dem sechsten Gesamtrang, während Valsecchi die Meisterschaft gewann. Anschließend fuhr Turvey 2010 für iSport International in der GP2-Serie. Nachdem er bereits im ersten Rennen als Fünfter seine ersten Punkte erzielt hatte, folgten einige Rennwochenenden ohne Punkte. Bei seinem Heimrennen in Silverstone erreichte er mit Platz zwei zum ersten Mal das Podest in der GP2-Serie. Mit insgesamt vier Podest-Platzierungen belegte er am Saisonende den sechsten Platz in der Gesamtwertung. Mit 48 zu 31 setzte er sich intern gegen Valsecchi durch. Im Anschluss an die GP2-Saison absolvierte er erneut Formel-1-Testfahrten für McLaren. 2011 ging Turvey zunächst in der GP2-Asia-Serie für Ocean Racing Technology an den Start. Er beendete die Saison auf dem 16. Gesamtrang. Wegen fehlendem Budget erhielt Turvey keinen Vertrag für die anschließende GP2-Saison. Am dritten Rennwochenende der GP2-Serie trat er einmalig für Carlin ab. Im Schlussklassement belegte er den 25. Gesamtrang. Am Ende des Jahres testete er abermals für McLaren. Außerdem debütierte Turvey als McLaren-Werkspilot im GT-Sport und nahm an drei Rennen der Blancpain Endurance Series teil.
2012 fungierte Turvey als Formel-1-Testfahrer von McLaren. In dieser Funktion führte er die erste Ausfahrt des McLaren MP4-27 durch. Renneinsätze absolvierte er in diesem Jahr nicht. 2013 erhielt Turvey bei Jota Sport ein LMP2-Cockpit in der European Le Mans Series (ELMS). Er teilte sich das Cockpit zusammen mit Simon Dolan, dem Teambesitzer. Die beiden gewannen ein Rennen und wurden Dritte in der Fahrerwertung. Darüber hinaus nahm Turvey für Jota am 6-Stunden-Rennen von Spa-Francorchamps und dem 24-Stunden-Rennen von Le Mans teil. Außerdem trat er als Gaststarter zu zwei Rennen der FIA GT Series an und blieb als Formel-1-Testfahrer bei McLaren. 2014 war Turvey erneut Formel-1-Testfahrer bei McLaren. Er absolvierte in diesem Jahr nur einen Renneinsatz. Zusammen mit Dolan und Harry Tincknell trat er beim 24-Stunden-Rennen von Le Mans an. Das Trio wurde Gesamtfünfter und gewann die LMP2-Klasse.
2015 fuhr Turvey für Drago Modulo Honda Racing in der Super GT in Japan. Zusammen mit Takashi Kogure wurde er Gesamtzwölfter. Außerdem trat er für das von Campos betreute NEXTEV TCR Formula E Team zu zwei Rennen der FIA-Formel-E-Meisterschaft an. Darüber hinaus nahm Turvey erneut für Jota am 24-Stunden-Rennen von Le Mans teil und blieb Formel-1-Testfahrer bei McLaren. In der FIA-Formel-E-Meisterschaft 2015/16 erhielt Turvey ein Vollzeitcockpit beim NEXTEV TCR Formula E Team. Mit elf zu acht Punkten setzte er sich intern gegen Nelson Piquet jr. durch und erzielte den 14. Gesamtrang. Darüber hinaus fuhr Turvey 2016 einzelne Super-GT-Rennen für Drago Modulo Honda Racing. In der Saison 2016/17 blieb Turvey bei NextEV in der Formel E. Am Saisonende belegte er den zwölften Gesamtrang.
2017/18 ging Turvey erneut für das nun NIO Formula E Team genannte Team an den Start. Mit einem zweiten Platz beim Mexiko-Stadt E-Prix gelang ihm sein erstes Podestresultat in der Serie. Am Saisonende belegte er den zehnten Platz in der Fahrerwertung.
Auch 2018/19 trat Turvey wieder für NIO an. Mit sieben Punkten belegte er am Saisonende den 20. Platz in der Fahrerwertung.

## Persönliches
Turvey ist Absolvent der University of Cambridge und hat seine Abschlussarbeit als Ingenieur zum Thema „Aerodynamik in der Formel 1“ geschrieben.

## Statistik

### Karrierestationen
- 1996–2002: Kartsport
- 2003: Britische Formel Zip (Platz 4)
- 2003: Britische Formel Renault, Winterserie (Platz 18)
- 2004: Britische Formel BMW (Platz 7)
- 2004: Asiatische Formel 3 (Platz 13)
- 2005: Britische Formel BMW (Platz 8)
- 2006: Britische Formel BMW (Platz 2)
- 2007: Formel Renault 2.0 Eurocup (Platz 8)
- 2007: Italienische Formel Renault (Platz 9)
- 2007: Asiatische Formel 3 (Platz 7)
- 2008: Britische Formel 3 (Platz 2)
- 2009: Formel Renault 3.5 (Platz 4)
- 2009: Formel 1 (Testfahrer)
- 2010: GP2-Asia-Serie (Platz 6)
- 2010: GP2-Serie (Platz 6)
- 2010: Formel 1 (Testfahrer)
- 2011: GP2-Asia-Serie (Platz 16)
- 2011: GP2-Serie (Platz 25)
- 2011: Blancpain Endurance Series
- 2011: Formel 1 (Testfahrer)
- 2012: Formel 1 (Testfahrer)
- 2013: ELMS, LMP2 (Platz 3)
- 2013: Formel 1 (Testfahrer)
- 2014: Formel 1 (Testfahrer)
- 2015: Formel E (Platz 22)
- 2015: Super GT (Platz 12)
- 2015: Formel 1 (Testfahrer)
- 2016: Formel E (Platz 14)
- 2016: Super GT (Platz 19)
- 2017: Formel E (Platz 12)
- 2018: Formel E (Platz 10)

### Einzelergebnisse in der FIA-Formel-E-Meisterschaft
| Jahr    | Team                      | 1   | 2    | 3   | 4   | 5   | 6   | 7   | 8   | 9   | 10  | 11  | 12  | 13  | 14  | 15  | 16  | Punkte | Rang |
| ------- | ------------------------- | --- | ---- | --- | --- | --- | --- | --- | --- | --- | --- | --- | --- | --- | --- | --- | --- | ------ | ---- |
| 2014/15 | NEXTEV TCR Formula E Team | BEI | PUT  | PUN | BUE | MIA | LBH | MON | BER | MOS | LON | LON |     |     |     |     |     | 4      | 22.  |
| 2014/15 | NEXTEV TCR Formula E Team |     |      |     |     |     |     |     |     |     | 9°  | 9°  |     |     |     |     |     | 4      | 22.  |
| 2015/16 | NEXTEV TCR Formula E Team | BEI | PUT  | PUN | BUE | MEX | LBH | PAR | BER | LON | LON |     |     |     |     |     |     | 11     | 14.  |
| 2015/16 | NEXTEV TCR Formula E Team | 6°  | DNF° | 12  | 9   | 11  | 12  | 13  | 12  | 15* | 10  |     |     |     |     |     |     | 11     | 14.  |
| 2016/17 | NextEV NIO                | HKG | MAR  | BUE | MEX | MON | PAR | BER | BER | NYC | NYC | MTR | MTR |     |     |     |     | 26     | 12.  |
| 2016/17 | NextEV NIO                | 8   | 7    | 9   | DNF | 13* | 12  | 10  | 9   | 6   | 14  | 15  | 17  |     |     |     |     | 26     | 12.  |
| 2017/18 | NIO Formula E Team        | HKG | HKG  | MAR | SAN | MEX | PUN | ROM | PAR | BER | ZÜR | NYC | NYC |     |     |     |     | 46     | 10.  |
| 2017/18 | NIO Formula E Team        | 16  | 6    | DNF | 14  | 2   | 7   | 12  | 9   | 5   | 9   | INJ | INJ |     |     |     |     | 46     | 10.  |
| 2018/19 | NIO Formula E Team        | DIR | MAR  | SAN | MEX | HKG | SAY | ROM | PAR | MCO | BER | BRN | NYC | NYC |     |     |     | 7      | 20.  |
| 2018/19 | NIO Formula E Team        | 13  | 16   | 8   | 12  | 9   | 11  | 13  | 14  | DNF | 18  | 16  | 10  | 13  |     |     |     | 7      | 20.  |
| 2019/20 | NIO Formula E Team        | DIR | DIR  | SAN | MEX | MAR | BER | BER | BER | BER | BER | BER |     |     |     |     |     | 0      | 24.  |
| 2019/20 | NIO Formula E Team        | 15  | DSQ  | 11  | 13  | 21  | 16  | 18  | 16  | 22  | 19  | 21  |     |     |     |     |     | 0      | 24.  |
| 2020/21 | Nio 333 Racing            | DIR | DIR  | ROM | ROM | VAL | VAL | MCO | PUE | PUE | NYC | NYC | LON | LON | BER | BER |     | 13     | 23.  |
| 2020/21 | Nio 333 Racing            | 10  | 6    | DNS | 14  | NC  | 8   | 19  | 11  | DNF | DNF | DNF | 15  | 14  | 19  | 19  |     | 13     | 23.  |
| 2021/22 | Nio 333 Racing            | DIR | DIR  | MEX | ROM | ROM | MCO | BER | BER | JAK | MAR | NYC | NYC | LON | LON | SEO | SEO | 6      | 18.  |
| 2021/22 | Nio 333 Racing            | 19  | 18   | 14  | 17  | 7   | 14  | 16  | 17  | 12  | 17  | 15  | 15  | 15  | 14  | DNF | 15  | 6      | 18.  |

| Legende                      | Legende       | Legende                                                                 |
| Farbe                        | Abkürzung     | Bedeutung                                                               |
| ---------------------------- | ------------- | ----------------------------------------------------------------------- |
| Gold                         | —             | Sieger                                                                  |
| Silber                       | —             | 2. Platz                                                                |
| Bronze                       | —             | 3. Platz                                                                |
| Grün                         | —             | Platzierung in den Punkten                                              |
| Blau                         | —             | Klassifiziert außerhalb der Punkteränge                                 |
| Violett                      | DNF           | Rennen nicht beendet                                                    |
| Violett                      | NC            | nicht klassifiziert                                                     |
| Rot                          | DNQ           | nicht qualifiziert                                                      |
| Schwarz                      | DSQ           | disqualifiziert                                                         |
| Weiß                         | DNS           | nicht am Start                                                          |
| Weiß                         | WD            | zurückgezogen                                                           |
| Weiß                         | C             | Rennen abgesagt                                                         |
| Blanko                       |               | nicht teilgenommen                                                      |
| Blanko                       | DNP           | gemeldet, aber nicht teilgenommen                                       |
| Blanko                       | INJ           | verletzt oder krank                                                     |
| Blanko                       | EX            | ausgeschlossen                                                          |
| sonstige Formate und Zeichen | P/fett        | Pole-Position                                                           |
| sonstige Formate und Zeichen | kursiv        | Schnellste Rennrunde (ab 2017/18: Schnellste Rennrunde der ersten Zehn) |
| sonstige Formate und Zeichen | unterstrichen | Führender in der Gesamtwertung                                          |
| sonstige Formate und Zeichen | °             | FanBoost                                                                |
| sonstige Formate und Zeichen | *             | nicht im Ziel, aufgrund der zurückgelegten Distanz aber gewertet        |
| sonstige Formate und Zeichen | ( )           | Streichresultat                                                         |

### Le-Mans-Ergebnisse
| Jahr | Team                   | Fahrzeug          | Teamkollege    | Teamkollege     | Platzierung            | Ausfallgrund |
| ---- | ---------------------- | ----------------- | -------------- | --------------- | ---------------------- | ------------ |
| 2013 | Jota Sport             | Zytek Z11SN       | Simon Dolan    | Lucas Luhr      | Rang 14                |              |
| 2014 | Jota Racing            | Zytek Z11SN       | Simon Dolan    | Harry Tincknell | Rang 5 und Klassensieg |              |
| 2015 | Jota Racing            | Gibson 015S       | Simon Dolan    | Mitch Evans     | Rang 10                |              |
| 2018 | CEFC Manor TRSM Racing | Ginetta G60-LT-P1 | Oliver Rowland | Alex Brundle    | Ausfall                | Motorschaden |